# 龍龍 (單口喜劇演員)
林千聿（1993年10月6日—），藝名龍龍LungLung，是出身臺灣的單口喜劇演員及YouTuber。曾經到上海、馬來西亞參加喜劇選秀節目。

## 事業生涯
龍龍在錄取於政治大學當年暑假，經由所就讀之中山女高的戲劇社團指導教師引介，前往卡米地喜劇俱樂部，因而開始接觸單口喜劇。後來持續在該俱樂部打工並觀看表演。2014年，首次於該俱樂部在OpenMic時段登臺表演，開始其喜劇表演事業。
2016年底，前往馬來西亞參加「搞笑之王」活動並獲頒冠軍獎項。
2019年，與新光影城合作演出第二檔個人秀《龍龍個人秀Ep2 人生好難之唉呀真麻煩》。
2021年9月至10月，發生「龍K事件」。經紀公司因此與龍龍終止合約。

## 音樂作品
| 單曲 | 單曲資料                                           | 曲目             |
| 1st  | 《龍龍Time》 - 發行日期：2019年7月3日 - 語言：中文 | 曲目 1. 龍龍Time |

## 影劇作品
- 2024年 電影《鬼才之道》飾演 陽間網紅蘿拉

## 外部連結
- YouTube上的龍龍LungLung頻道
- 龍龍的沒梗人生的Facebook專頁